# NGC 4296
NGC 4296 este o galaxie lenticulară situată în constelația Fecioara. A fost descoperită în 13 aprilie 1784 de către William Herschel. Se află la o distanță de 63,31 de megaparseci de Pământ.